# Hainbach (Schwemmbach)
Der Hainbach ist ein kleiner Bach bei Straßwalchen, Land Salzburg und angrenzendem Oberösterreich.

## Lauf und Landschaft
Der Hainbach entspringt beim Ort Eingarten östlich Straßwalchen, etwa einen Kilometer westlich der Landesgrenze, an der Sattelung zum Vöcklatal. 
Bei Thalham nimmt er den von links den Irrsdorfer Bach (Mühlbach) auf und wendet sich am Fuß das Irrsbergs nordwestwärts. In Folge ist er der Dorfbach von Straßwalchen, wo er auch den Pfongauer Bach aufnimmt. Bei Haidach überquert er die Landesgrenze und tritt ins obere Mattigtal ein. Er passiert geradlinig Lengau wo ihm von links der Flörlplainbach zufließt, und zwischen Teichstätt und Oberhaft mündet er unterhalb Teichstätt von links in die Hochwasser-Rückhaltebecken des Schwemmbachs, einem Nebenbach der Mattig (zum Inn bei Braunau). Sein Lauf ist 14,4 Kilometer lang.

## Hydrographie
Der Hainbach war ehemals ein kleines Rinnsal ohne Mündung, das bislang spätestens in der Lengauer Ortschaft Bach etwas südlich der heutigen Mündung im Feuchtraum des Mattigtales versickerte. Durch starke Regulierungen und Drainagierungen seines Oberlaufs führte er zunehmend  mehr Wasser und drang 1964 erstmals über Valentinhaft bis nach Munderfing vor. Im Jahre 1968 wurde er deshalb in ein neues Bachbett, Mittelwasserüberführung genannt, verlegt. Ende der 1970er Jahre bedrohte dieser Bach verstärkt die Gebiete südlich von Munderfing durch Hochwässer.  Daher wurde er den neugebauten Rückhaltebecken zugeführt (Mündung Fluss-km 16,4 des Schwemmbachs). Der Bach ist durch die Zunahme der versiegelten Bodenflächen insbesondere in den Gewerbegebieten um Straßwalchen bis heute bei Starkregen sehr hochwasseranfällig.